# Ons-en-Bray
Ons-en-Bray is een gemeente in het Franse departement Oise (regio Hauts-de-France). De plaats maakt deel uit van het arrondissement Beauvais. Ons-en-Bray telde op 1 januari 2022 1.375 inwoners.

## Geografie
De oppervlakte van Ons-en-Bray bedroeg op 1 januari 2022 13,95 vierkante kilometer; de bevolkingsdichtheid was toen 98,6 inwoners per km².

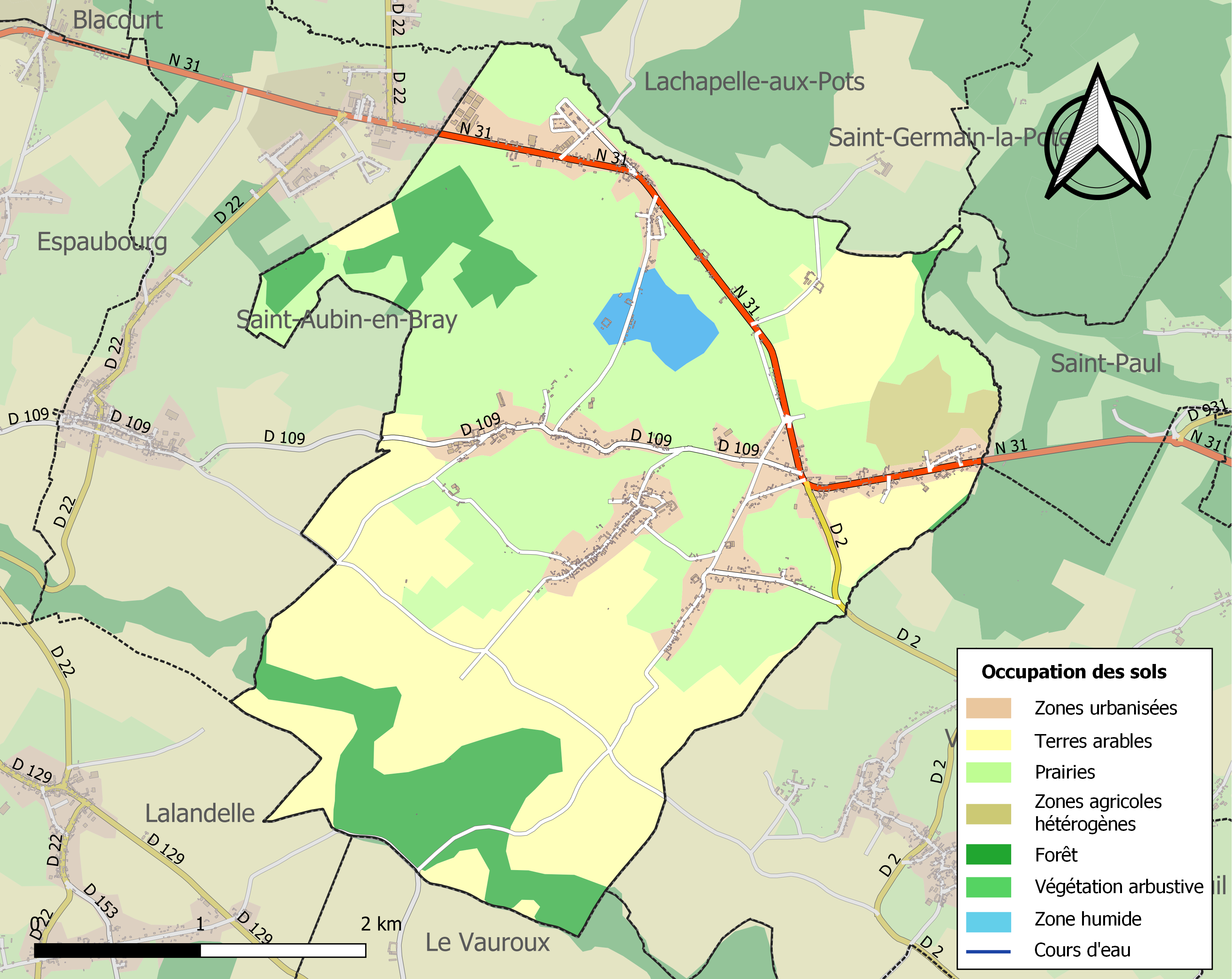
Kaart van de gemeente met belangrijkste infrastructuur, bodemgebruik en omlig
gende gemeenten

## Demografie
Onderstaande figuur toont het verloop van het inwonertal (bron: INSEE-tellingen).